# Leandro Aristeguieta
Leandro Aristeguieta (1923 - 2012), botánico dendrólogo venezolano. Hijo de Simón Aristeguieta y Panchita Capella, fue profesor titular por largos años de la Universidad Central de Venezuela. 
En 1959 participó en el diseño del Parque del Este, hoy Parque Generalísimo Francisco de Miranda; junto al paisajista y arquitecto brasileño Roberto Burle Marx, Fernando Tábora y John Stoddart, quienes conjugaron en un mismo espacio la majestuosidad de la flora nacional con una pequeña, pero variada colección zoológica.

## Honores
- INDIVIDUO DE NUMERO  Sillón XXV de la ACADEMIA NACIONAL DE CIENCIAS FÍSICAS, MATEMÁTICAS Y NATURALES, habiendo sido vicepresidente 1º de 1997 a 1999 y de 1999 a 2001, y presidente de 2001 a 2003.[2]

- En su honor se designó una Sala de la Facultad de Ciencias de la Universidad Central de Venezuela.

- Doctor Honoris Causa de la Universidad de Carabobo.

Su hermana mayor la poeta y ensayista Jean Aristeguieta (1921-2016) estudió en Guasipati y luego en Ciudad Bolívar junto con los fundadores e integrantes del grupo literario surrealista “Aureoguayanos”  que tuvo como centro de reuniones la Plaza Bolívar, a donde de vez en cuando se acercaba el joven Jesús Soto, quien llegaría a ser pionero del arte óptico universal.
Jean publicó sus primeros poemas en la revista “Alondras” del Ateneo de Guayana, fundada por la poeta Anita Ramírez y ya radicada en Caracas despunta con más soltura en las páginas de la serie “Lírica Hispana”  y del diario “El Heraldo” que luego incorpora en sus primeros libros (1949) Abril y ciclo marino y Alas en el viento.
En Madrid (1967) donde estudió estilística y literatura, fundó  “Árbol de fuego” revista de poesía y crítica literaria cuyas ediciones continuarán en Caracas a partir del número 4.
Jean Aristeguieta ha trascendido con más de 40 obras, varias de ellas traducidas al griego, francés, hebreo, inglés, italiano, ruso y portugués.  Su poesía, fuera de sus libros,  aparece comentada en numerosas publicaciones nacionales y extranjeras. En 1979, Ediciones Ronda de Barcelona (España), publicó una Antología de su poesía (“Ebriedad del delirio”) preparada por ella misma pensando que “debe ser el poeta quien a lo largo de todos los ciclos asuma la responsabilidad de realizar la escogencia de su labor”.
En el prólogo de esta Antología, José Jurado Morales, exalta la personalidad viajera, tímida y hermética de Jean Aristeguieta, cuyo “ámbito poético es de tanta extensión y de tanta profundidad que al contemplarlo uno queda atónito”. De obra prolífica, publicó 70 libros y deja 40 inéditos. Fue de las primeras en defender el uso del término poeta tanto para hombres como para mujeres, en búsqueda de la igualdad de género.
- La abreviatura «Aristeg.» se emplea para indicar a Leandro Aristeguieta como autoridad en la descripción y clasificación científica de los vegetales.[3]